# Annely Akkermann
Annely Akkermann (ur. 5 października 1972 w gminie Kihnu) – estońska polityk, ekonomistka i samorządowiec, deputowana, w latach 2022–2023 minister finansów.

## Życiorys
W 2009 ukończyła studia ekonomiczne na Uniwersytecie w Tartu. Od 1991 powoływana w skład organów zarządzających różnych przedsiębiorstw, m.in. kierowała spółkami Luited i Eystra Yachts.
Działała w partii Isamaa ja Res Publica Liit, pełniła funkcję przewodniczącej jej organizacji kobiecej. W latach 2005–2009 zajmowała stanowisko burmistrza gminy Kihnu, następnie do 2011 była zastępczynią burmistrza Parnawy do spraw finansów. W latach 2011–2015 sprawowała mandat posłanki do Zgromadzenia Państwowego. W 2018 przeszła do Estońskiej Partii Reform. W wyborach w 2019 i 2023 uzyskiwała mandat deputowanej do Riigikogu na kolejne kadencje.
W październiku 2022 dołączyła do drugiego rządu Kai Kallas, obejmując w nim stanowisko ministra finansów. Urząd ten sprawowała do kwietnia 2023.